# Enicospilus montaguei
Enicospilus montaguei là một loài tò vò trong họ Ichneumonidae.